# خايمي غرندونا
خايمي غرندونا (بالإسبانية: Jaime Grondona)‏ هو لاعب كرة قدم ومدرب كرة قدم تشيلي في مركز الهجوم، ولد في 15 أبريل 1987 في فالبارايسو في تشيلي. شارك مع منتخب تشيلي تحت 20 سنة لكرة القدم. أما مع النوادي، فقد لعب مع ديبورتيس إيكيكي وسانتياغو واندررز ولاسيرينا ونادي أوهيجينس ونادي بالستينو.

## وصلات خارجية
- خايمي غرندونا على موقع قاعدة بيانات كرة القدم.إي يو (الإنجليزية)
- خايمي غرندونا على موقع Soccerway.com (الإنجليزية)
- خايمي غرندونا على موقع عالم كرة القدم.نت (الإنجليزية)
- خايمي غرندونا على موقع AS.com (الإسبانية)